# Grabowiec (gmina Osiek)
Grabowiec – osada w Polsce, położona w województwie pomorskim, w powiecie starogardzkim, w gminie Osiek.
W latach 1975–1998 miejscowość położona była w województwie gdańskim.